# Albas (Aude)
Albas település Franciaországban, Aude megyében. Lakosainak száma 78 fő (2022. január 1.). Albas Cascastel-des-Corbières, Durban-Corbières, Fontjoncouse, Jonquières, Quintillan és Talairan községekkel határos.

## Népesség
A település népessége az elmúlt években az alábbi módon változott:
| Lakosok száma | 72   | 72   | 70   | 79   | 74   | 76   | 77   | 79   | 78   | 78   |
|               | 1968 | 1982 | 1990 | 2006 | 2013 | 2015 | 2017 | 2019 | 2020 | 2022 |